# Peperomia sandwicensis
Peperomia sandwicensis är en pepparväxtart som beskrevs av Friedrich Anton Wilhelm Miquel.
Peperomia sandwicensis ingår i släktet peperomior och familjen pepparväxter. Inga underarter finns listade i Catalogue of Life.